# Catharsis
Catharsis ist das neunte Studioalbum der US-amerikanischen Thrash-Metal-Band Machine Head. Es erschien am 26. Januar 2018 über Nuclear Blast und war das letzte Album mit Phil Demmel und Dave McClain.

## Entstehung
Nach der Veröffentlichung des Vorgängeralbums Bloodstone & Diamonds spielten Machine Head 283 Konzerte innerhalb von 20 Monaten. Danach gönnten sich die Musiker eine Pause, um mehr Zeit mit ihren Familien verbringen zu können. Erst nach dieser Pause begann die Band mit den Arbeiten an ihrem neuen Album. Vorab teilte Sänger Robb Flynn den Fans mit, dass sie ihre Erwartungen hinsichtlich der Härte und der Geschwindigkeit zurückschrauben sollten. Wenn The Blackening das thrashigste und aggressivste Album der Bandgeschichte war, dann wäre Catharsis das melodischste und groovigste Album. Auch die Lieder selbst wären kürzer als bisher. In einem Interview mit dem Onlinemagazin Loudwire vertrat Flynn die Ansicht, dass der Metal mit diesem Album wirklich den Mainstream infiltrieren könne. Viele Überlegungen gingen darin, die Lieder identifizierbarer für ein größes Publikum zu machen, Ideen und Hooks zu vereinfachen. Dies alles war aber nicht so geplant gewesen.
Die ersten beiden für das neue Album geschriebenen Lieder Screaming at the Sun und Beyond the Pale waren jeweils kürzer als vier Minuten und gaben die Marschrichtung vor. Später kamen noch melodische Parts hinzu, die laut Flynn poppig sind und er mit den Beatles verglich. Das Lied Kaleidoscope entstand laut Flynn erst im Studio nach einer Jamsession zwischen ihm und Schlagzeuger Dave McClain. Für Triple Beam benötige die Band nur zwei Tage. Mit Behind the Mask veröffentlichten Machine Head erstmals in ihrer Karriere ein Lied ohne elektrische Gitarre und mit klarem Gesang. Das Lied Beyond the Pale war dagegen das komplette Gegenteil. Laut Flynn war die Musik schnell geschrieben, jedoch brauchte er sieben verschiedene Texte mit verschiedenen Themen. Erst beim letzten Versuch stand der Text.
Aufgenommen wurde das Album in den Sharkbite Studios in Oakland mit dem Produzenten Zach Ohren, der zuvor mit Bands wie Fallujah oder All Shall Parish zusammengearbeitet hat. Im Gegensatz zu früher gingen Machine Head nicht mit dem fertigen Album ins Studio, sondern nahmen jedes Lied einzeln direkt nach der Fertigstellung auf. Auf diese Weise fühlten sich die Lieder laut Flynn „immer noch frisch an“. Die Band diskutierte lange darüber, ob Volatile oder Catharsis das erste Lied des Albums sein sollte. Machine Head entschieden sich für das erstere, da die Musiker nicht wieder ein eineinhalbminütiges Intro haben wollten, sondern laut Flynn „mit einem Kracher loslegen“ wollten.
Phil Demmel, der Ende 2018 die Band verließ, erklärte in einem Interview, dass er das Album hasse und dass es sich eher um ein Soloalbum von Robb Flynn als um ein Album von Machine Head handele. Demmel sei nur minimal in den Entstehungsprozess des Albums involviert gewesen. Zudem waren Demmel wie auch der zeitgleich ausgestiegene Dave McClain dagegen, das Lied Bastards auf dem Album zu veröffentlichen. Zudem zeigte sich Demmel verärgert über Flynns Text zu dem Lied California Bleeding, dessen Musik von Demmel geschrieben wurde.

## Veröffentlichung
Das Album erschien in der regulären Version auf CD. Der Digipakversion liegt als Bonus eine DVD bei, die den Mitschnitt eines Konzerts in San Francisco aus dem Jahre 2015 enthält. Darüber hinaus erschien das Album in verschiedenen LP-Formaten. Neben dem klassischen schwarzen Vinyl erscheint das Album noch auf rotem, dunkelblauem, zweifarbigem und Splattervinyl sowie als Picture Disc. Exklusiv über den Onlineshop von Nuclear Blast erschien eine Version des Albums auf Kassette sowie als limitiertes Boxset. Das Boxset enthält das Album als Digipak mit DVD sowie der LP-Version auf transparentem Vinyl. Für das Albumcover verwendete die Band ein Bild des Fotografen Seanan Middleton. Ursprünglich fragte Robb Flynn ihn an, ob er ein neues, ähnliches Foto machen könnte. Middleton war jedoch der Meinung, dass die Band genau dieses vorhandene Bild nehmen sollte.
Einige Mitarbeiter des Plattenlabels Nuclear Blast äußerten zunächst Bedenken an, ein Album mit 15 Liedern zu veröffentlichen, was innerhalb der Band zu Diskussionen führte, ob nicht das eine oder andere Lieder weggelassen werden sollte. Schließlich setzte sich die Band durch, da sie der Meinung waren, dass Teile der auf dem Album erzählten Geschichte fehlen würden, würde man einige Titel weglassen. Am 17. November 2017 stellte die Band das Lied Beyond the Pale als Stream zur Verfügung. Bereits nach kurzer Zeit stellen zahlreiche Hörer fest, dass das Anfangsriff des Liedes sich dem Lied Love von Strapping Young Lad auffällig ähneln würde. Deren Sänger Devin Townsend äußerte sich per Twitter zu diesen Plagiatsvorwürfen und stellte fest, dass ihm diese Ähnlichkeit „ziemlich egal sei“. Musikvideos wurde für das Titellied Catharsis sowie für Kaleidoscope gedreht.

## Hintergrund
Der Albumtitel bezieht sich auf die psychologische Katharsis. Laut Robb Flynn steht die Katharsis für „Läuterung, Reinigung, komplette emotionale Kapitulation, um sich wieder ganz zu fühlen“. Flynns Meinung nach würde die Welt dringend eine Katharsis benötigen. Die Texte von Catharsis beinhalten laut Robb Flynn „explizite und zeitgemäße Kommentare zu politischen und sozialen Entwicklungen“. Volatile beschäftigt sich mit den rechtsextremen Demonstrationen in Charlottesville im August 2017. Nach dem offiziellen Ende der Veranstaltung fuhr ein Teilnehmer vorsätzlich mit seinem Auto in eine Gruppe Gegendemonstranten und tötete dabei eine Frau. Flynn schrieb den Text noch am selben Tag innerhalb von 20 Minuten. Weitere 20 Minuten später habe er den Gesang aufgenommen. Laut Flynn würde der Hörer einen ziemlichen Ausbruch von Wut, Frustration und Gift hören.
Triple Beam ist ein autobiographisches Lied. Robb Flynn bezieht sich im Text auf die zwei Jahre seines Lebens, in der er mit der Droge Speed gedealt hat. Die Triple Beam ist eine Waage, mit der man Drogen sehr genau wiegen kann. In California Bleeding singt Flynn über seine Hassliebe zu seinem Heimatstaat Kalifornien. Es geht aber auch darum zu feiern, sich zu betrinken und Spaß zu haben, was auch eine Form der Katharsis wäre. California Bleeding ist vom Titel her eine Anspielung auf das Lied California Dreaming von The Mamas and the Papas. Das Lied Bastards handelt von einem Mann, der seinen Kindern versucht zu erklären, warum manchmal schlechte Menschen Wahlen gewinnen. Robb Flynn spricht dabei aus eigener Erfahrung und bezieht sich auf die Wahl von Donald Trump zum Präsidenten der USA. Heavy Lies the Crown befasst sich mit dem Leben des französischen Königs Ludwig XI., der auch als „Spinnenkönig“ bekannt wurde. 
In Behind the Mask und Eulogy geht es um Depressionen. Flynn selbst gab zu, dass er sich bereits seit 20 Jahren in einer Psychotherapie befindet. Der Suizid von Chris Cornell habe ihn tief getroffen, obwohl sich beide nur ein paar Mal begegnet sind. Razorblade Smile ist ein autobiographisches Lied über Robb Flynns Kindheit in einer Wohnwagensiedlung in San Lorenzo Darüber hinaus ist das Lied laut Flynn eine Ode an die ironischen Texte, welche die Band Motörhead für das Lied Back at the Funny Farm geschrieben hat.

## Rezeption

### Rezensionen
Für Sebastian Kessler vom deutschen Magazin Metal Hammer vereint Catharsis „die Stärken aller Band-Phasen mit neuen Tönen“. Dabei nimmt die Band in Kauf, „Fans vor den Kopf zu stoßen, indem sie experimentieren und polarisieren“. Der Band sei es gelungen, sowohl „kompakte Stücke zu schreiben, denen es nicht an glänzenden Momenten mangele“, als „auch ausladendere Nummern, die von vorne bis hinten Sinn ergeben“. Das Lied Bastards mit seinem Folkeinschlag wäre „gewagt“. Auch wenn das Album „bei den ersten Durchläufen eher das Gefühl vermittele, eher Sampler denn Album zu sein, so wäre es ein verdammt gelungener“. Kessler vergab sechs von sieben Punkte. Conny Schiffbauer vom deutschen Magazin Rock Hard bezeichnete Catharsis als „kurzweiliges Wechselspiel aus solidem, modern performten Thrash mit zum teil räudigem Antlitz, ultrafetten Grooves, eingängigen Melodien und hinreißender Musikalität“. „Thrash-Puristen würden es nicht leicht mit Catharsis haben, aber Fans des typischen Machine-Head-Grooves dürften diese Platte lieben“, wofür Schiffbauer 8,5 von zehn Punkten vergab.
Kritischer zeigte sich Tobias Kreutzer vom Onlinemagazin Metal.de. Zwar sei Catharsis „als Gesamtkunstwerk eine Kampfansage an alles Rückwärtsgewandte“. Zeitgleich wirke das Album „an vielen Stellen wie eine unvollendete Sinnsuche, der es an Orientierung fehle“. Mit einer „klareren Vision und etwas mehr Mut zur Kürzung hätte am Ende eine überzeugendere Version des Albums stehen können“. Jay H. Gorania vom Onlinemagazin Blabbermouth.net hingegen sei auf Catharsis die „hohe Qualität der Darbietung und die beeindruckenden musikalischen Fähigkeiten der Band unbestritten“. Allerdings wäre das Album „eine Sammlung grundverschiedener Lieder, der leider die Richtung fehlt und eine kreative Enttäuschung wäre“. Catharsis wäre „ein Marathonlauf, der nur wenige Schlucke trinkbares Wasser bietet“. Gorania vergab 5,5 von zehn Punkten. Dennis Drögemüller vom deutschen Magazin Visions bezeichnete Catharsis als „das erste Machine-Head-Album ohne Hitpotential“. Die Band würde „die Songschablonen so vituos beherrschen, dass der partielle Rückfall in die Metal-Pubertät nicht großartig stören würde“. Drögemüller bewertete das Album mit sechs von zwölf Punkten.

### Chartplatzierungen
Catharsis stieg auf Platz drei der deutschen und österreichischen, auf Platz vier der Schweizer und auf Platz zwölf der britischen Albumcharts ein. In den vier Ländern waren es neue Höchstwerte. Dagegen erreichte das Album in den US-amerikanischen Albumcharts Platz 65, nachdem der Vorgänger Bloodstone & Diamonds mit Platz 21 den Bestwert erreichte. Mit 8.761 Einheiten wurden in der ersten Woche nach der Veröffentlichung weniger als die Hälfte der Einheiten von Bloodstone & Diamonds verkauft. Robb Flynn machte den Onlinehass durch schlechte Kritiken für die niedrigeren Verkaufszahlen verantwortlich.